# Flaga Wysp Salomona
Flaga Wysp Salomona – jeden z symboli narodowych Wysp Salomona.

## Opis
Pierwotnie gwiazdy oznaczały pięć gmin kraju. Jednak w roku 1982 nastąpił podział na 7 prowincji. Obecnie reprezentują pięć głównych grup wysp. Poszczególne barwy symbolizują:
- błękitna – deszcz, rzeki i morze
- złota – słońce i dobrobyt
- zielona – przyrodę i rolnictwo

Została uchwalona 18 listopada 1977. Proporcje 1:2.

## Historyczne warianty flagi

Flaga Wysp Salomona w latach 1906–1947
Flaga Wysp Salomona w latach 1947–1956
Flaga Wysp Salomona w latach 1956–1966
Flaga Wysp Salomona w latach 1966–1977